# 安島清広
安島 清広（あじま きよひろ）は、戦国時代から安土桃山時代にかけての武将。戦国大名・佐竹氏の家臣。署名時には安島美濃守と記される。また姓を「安嶋」、「阿島」、「阿嶋」と記載されることもある。

## 生涯
安島氏は藤原北家魚名の流れを汲み藤原秀郷を祖とする。
安島清広の名は佐竹義宣の家臣の系譜である『諸士系図』に見られる。佐竹氏は天正2年（1574年) 2月に陸奥国高野郡にある白河結城氏方の赤館城奪取により白河郡に新たな所領を獲得し、天正6年（1578年）8月に佐竹・白河両家が和議を結んだことで、陸奥南部における新たな領土として陸奥南郷領を確立していた。清広は旧領主である白河結城氏の旧臣であり、佐竹氏の南陸奥進出に伴い佐竹氏に服属した外様家臣であった。このため、佐竹氏は清広ら新参の家臣を懐柔すべく対応に配慮した形跡が見られ、天正12年（1584年）6月3日には佐竹氏の一門 佐竹東家の当主 佐竹義久から官途状が下され、美濃守の受領名を授かっているほか。同年、7月10日には佐竹氏家老の和田昭為から「安嶋美濃守殿」との宛名で起請文が発給されている。さらに、『佐竹義宣家臣知行版物』によれば文禄4年（1595年）8月18日、家老 和田昭為、人見藤道の連署により「赤館城の北、堤の内に25石、城の南、手沢に25石と複数の地に知行を相給する」との書状が交付されている。
清広が陸奥南郷領にて活動していた頃とほぼ同時期には、同姓の安島久成が佐竹義宣の家臣として棚倉の地で城代を務めていた。なお、佐竹義久の家臣として安島大膳亮、采女親子の名が見えることから、一族で佐竹東家の指揮の下で常陸国・陸奥南郷領の統治に従事していたものと見られる。

## 秋田藩家蔵文書
二三　東義久官途状寫
```
授〔受〕領之事、其段可有御心得者也
　　　　　　天正十二年甲
　　　　　　　　六月三日　　　　　　　　　(花押影)　　
　　　　　　　　　阿島美濃守との　　　　　(東義久)
```

二四　和田昭為起請文寫
```
　　　　　　　返々
向後我等へ無二懇切可有之之由、誓書を以承候、尤本望之至令存候、
拙者事も無隔心、此以後者彌々可申合候、可御心安候。若又申隔者
候者速ニ其方ニ相尋可申候、此儀於偽者、當郷 近津大明神・宇賀
大明神・八幡大井・摩利支天可蒙御罰者也
　　　　仍如斯
　　　天正拾二年甲甲　　　　和田安房守
　　　　　　七月十日　　　　　　　　昭為(花押影)
　　　　　安嶋美濃守殿
　　　　　　　　　　　参
```

二五 佐竹義宣知行状寫
```
「和田昭為・人見主膳奉書」
一五十石也　堤内廿五石手澤内廿五石
　　　　　　　　　　　　　　　　　　　　人見主膳(藤道)　　花押
　文禄四年未乙八月廿八日
　　　　　　　　　　　　　　　　　　　　和田安房守(昭為)　花押
安嶋美濃守(清廣)との
```

以上、秋田藩家蔵文書所収安島文左衛門所蔵文書より。

### 文献資料
- 秋田県公文書館蔵『阿嶋美濃守宛授領之判紙写』
- 秋田県公文書館蔵『阿嶋美濃守宛和田安房守証文之写』
- 秋田県公文書館蔵佐竹義久筆阿嶋美濃守宛『東義久官途状』
- 秋田県公文書館蔵『系図目録Ⅰ』(秋田県公文書館、2001年)
- 秋田県公文書館、茨城県立歴史館蔵安島吉兵衛同主税筆『系図 佐竹山城家人安島吉兵衛』
- 茨城県歴史館編『茨城県史料中世編Ⅴ』(茨城県、1996年)
- 市村高男著『戦国期東国の都市と権力』(思文閣出版、1994年) ISBN 4784208550
- 佐々木倫朗著「戦国期佐竹家臣団に関する一考察―側近・奉行人層の分析を通じて」大正大学編『大正大学研究論集第38号』(大正大学、2014年)
- 佐々木倫朗著「佐竹氏の陸奥南郷経営―戦国期から統一政権期にかけて―」『歴史人類 第5号』（筑波大学歴史人類学系、1997年3月）
- 佐々木倫朗著『戦国期権力佐竹氏の研究』(思文閣出版、2011年) ASIN B000J7MUHA
- 常陸太田市史編さん委員会編『佐竹家臣系譜』（常陸太田市、1982年）ISBN 4784215697
- 山形県新庄市立図書館所蔵『郷土資料叢書第九輯』所収「戸沢家中分限帳（一）」